# サムットサーコーン県

サムットサーコーン県
จังหวัดสมุทรสาคร

- この項目は英語版を元に作成されています。

サムットサーコーン県（サムットサーコーンけん、タイ語: จังหวัดสมุทรสาคร）はタイ王国・中部の県（チャンワット）の一つ。サムットソンクラーム県、ラーチャブリー県、ナコーンパトム県とバンコク都と接する。

## 地理
サムットサーコーンはターチン運河がタイランド湾に流れ出る所に位置する。
ターチン運河の西岸部は稲作やココナッツ農園などと言った農村地帯であるのに対し、東岸部はラーマ2世通りを中心にバンコクから市街地が伸びており、バンコク首都圏に含まれる県である。
また、海岸部には塩田が広がり、そこで生産された塩が特産品となっている。

## 歴史
サムットサーコーンの旧称はターチンである。その後1548年、サコーンブリーの名のもと、町が建設された。1704年にはマハーチャイと改称した。その後ラマ4世の時代に、マハーチャイ運河がターチン運河とつながったことでマハーチャイ運河は消滅し、町はサムットサーコーンと名前を変えた。

## 県章
|  | 県章にはジャンク船と煙突が描かれている。これは昔ジャンク船による貿易が行われていたこと、現在では工業地帯となり、今も昔も栄えていることを示している。 県木はジタノキ（Alstonia scholaris）である。 |

## 隣接する県
- サムットソンクラーム県
- ラーチャブリー県
- ナコーンパトム県
- バンコク

## 行政区
サムットサーコーン県は3つの郡（アンプー）に分かれ、その下に40の町（タンボン）と、288の村（ムーバーン）がある。
| 郡 1. ムアンサムットサコーン郡 2. クラトゥムベーン郡 3. バーンペーオ郡 | サムットサーコーン県の郡地図 |